# 东莞港
东莞港原称虎门港，是位于中国广东省东莞市的一个一类海港口岸。
1997年，经中国国务院批准，东莞沙田港与太平港合并为虎门港，是为一类口岸。2003年，成立虎门港管理委员会。共有沙田、麻涌、沙角、长安和内河五大港区。2012年12月，虎门港与沙田镇“镇港合一”。2015年时，虎门港在全球100大集装箱港口排行榜中排第54位。2016年3月，中国交通部批准虎门港更名为东莞港。